# Dávid Dóra
Dávid Dóra (Pécs, 1985. március 14. –) magyar jogász, politikus, a Tisza Párt európai parlamenti képviselője 2024-től.

## Pályafutása
Tizenhat évesen Angliába került, ahol a londoni King’s College-ban és a Cambridge-i Egyetemen végzett jogi tanulmányokat. Jogászként dolgozott az Európai Bizottság Jogi Szolgálatánál, nemzetközi ügyvédi irodáknál, cégeknél és egy gyermekvédelmi civil szervezetnél, melynek során versenyjogi, fogyasztóvédelmi és adatvédelmi területen szerzett tapasztalatokat. 2020-tól a Meta jogtanácsosa Londonban.
Angol, német és spanyol nyelven beszél.

### Politikai pályafutása
A 2024-es európai parlamenti választáson a Tisztelet és Szabadság Párt (TISZA) listájának második helyéről szerzett mandátumot.